# Brentford
Cet article concerne la ville. Pour l'équipe de football, voir Brentford Football Club.
Brentford est une localité du Grand Londres au confluent de la Tamise et de la rivière Brent, situé à une douzaine de kilomètres au sud-ouest du centre de Londres, et traversée par la A4. Elle fut construite à proximité d'un passage à gué sur la rivière Brent, ce qui lui valut son nom (le mot ford signifie « gué »). Avant 1965, Brentford était la capitale du comté de Middlesex.
Elle est mentionnée dans le poème de James Thomson, Le Château d'Indolence.

## Histoire
Brenford est considérée comme le premier point d'accès des Romains en Grande-Bretagne, lorsqu'ils franchirent la Tamise en venant de Kingston.
En 1016 a lieu la bataille de Brentford, entre Knut le Grand, et Edmond Côte-de-Fer, qui le vainc.

## Transports
Outre de nombreuses lignes d'autobus, la ville est desservie par la gare de Brentford et la station de métro Boston Manor.

## Le football à Brentford
C'est à Brentford que se trouve le Brentford Football Club. Le club était fondé en 1889 proche de la Tamise, et depuis 1904 il a joué au stade de Griffin Park, à l'est du centre de la ville. En 2014 le club accède en Championship et à la Premier League en 2021, à la suite de la victoire en playoff contre Swansea. Le club met ainsi fin à une période d’absence de 74 ans.

## Images

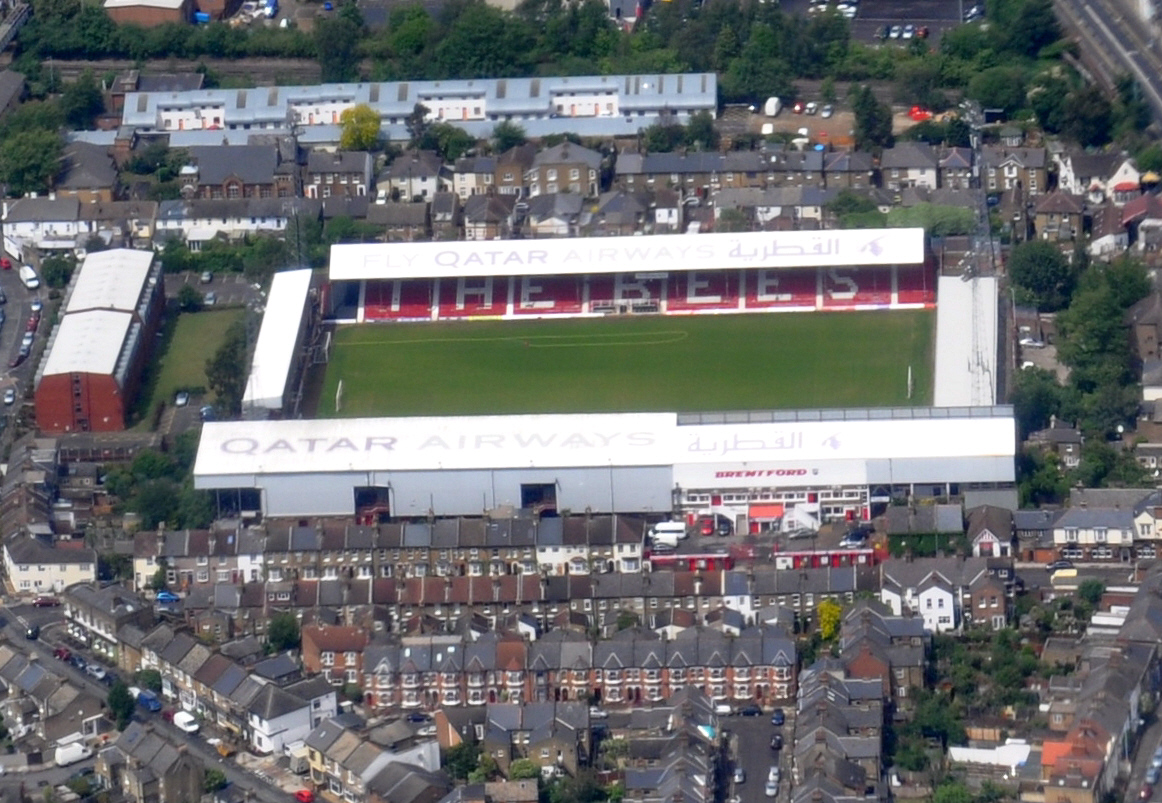
Le stade de Griffin Park, résidence du Brentford Football Club.
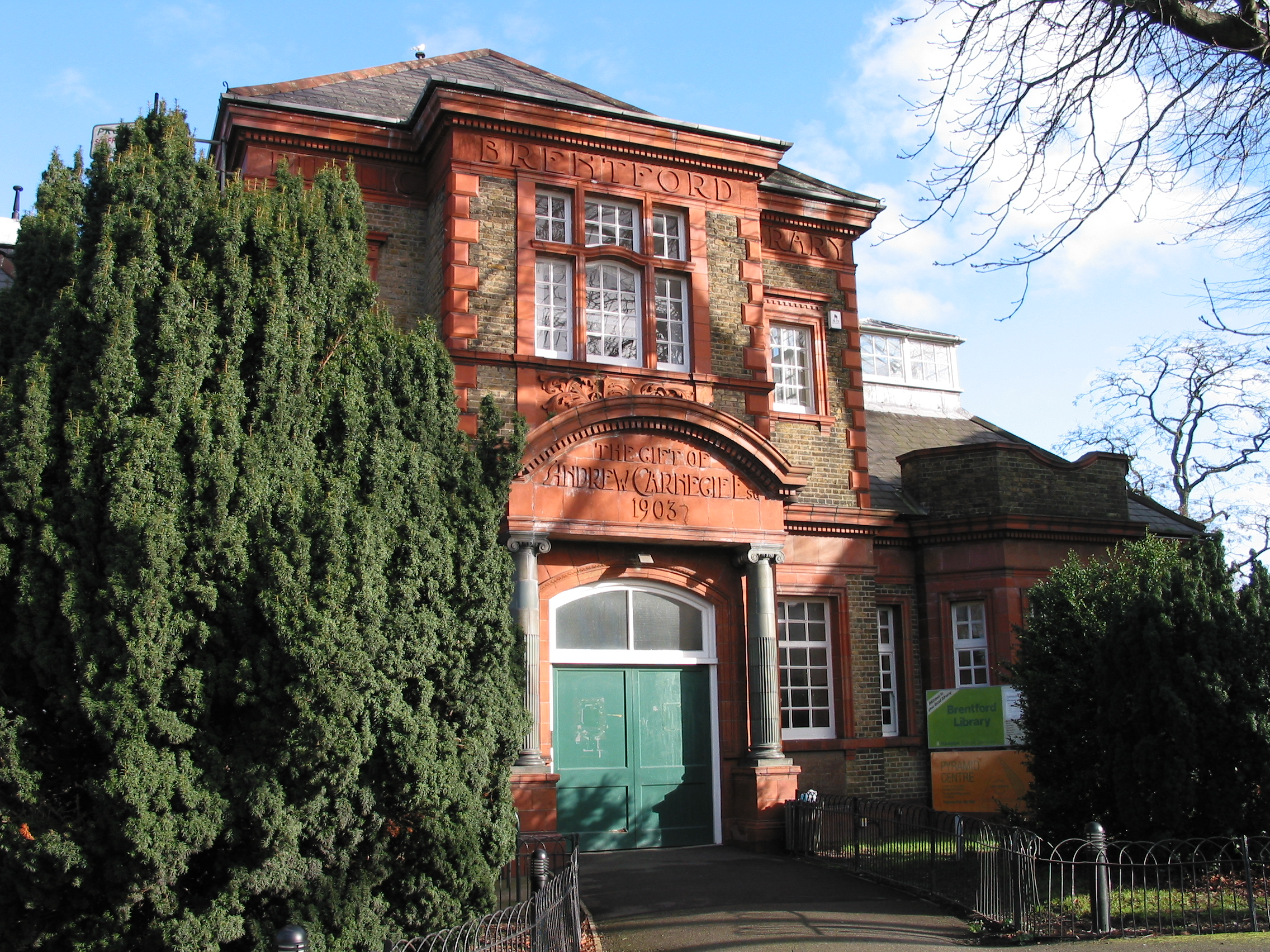
Bibliothèque publique de Carnegie, à Brentford, œuvre de Nowell Parr.
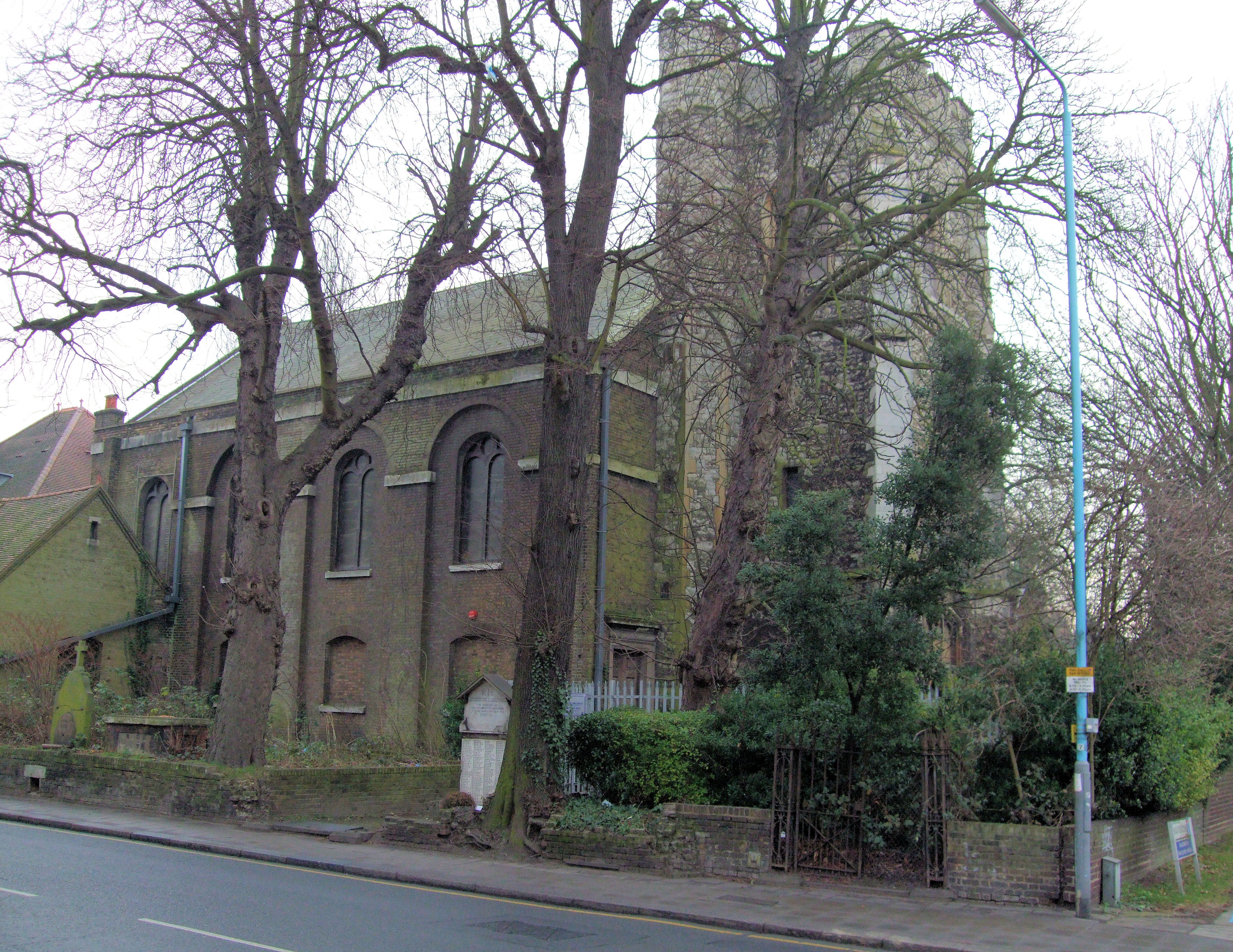
Église Saint-Laurent de Brentford.